# Грудные позвонки
Грудные позвонки (лат. vertebrae thoracales) — элемент грудного отдела позвоночника. Грудные позвонки участвуют в формировании задней стенки грудной полости. 

## Строение
Двенадцать грудных позвонков составляют грудной отдел позвоночника. По строению они значительно шире и толще шейных позвонков; размер тел позвонков увеличивается по мере приближения к поясничным позвонкам.
Позвонок имеет тело, дугу, ножки, позвоночное отверстие и типичные для данной кости отростки: суставные, остистый и поперечные.
На задне-боковой поверхности тел находится две фасетки, верхняя реберная ямка (лат. fovea costalis superior) и нижняя реберная ямка (лат. fovea costalis inferior). Нижняя фасетка одного позвонка образует с верхней фасеткой нижележащего позвонка полную суставную ямку — место сочленения с головкой ребра.
- Исключения:
  - Тело первого грудного позвонка, которое имеет сверху полную реберную ямку, сочленяющуюся с головкой первого ребра, и снизу полуямку, сочленяющуюся с головкой второго ребра;
  - На десятом позвонке имеется одна полуямка;
  - Тела одиннадцатого и двенадцатого позвонков имеют только по одной полной реберной ямке.